# Anna Romson
Anna Romson, född 1966 i Mora, är en svensk art director.
Romson utbildade sig på Massachusetts College of Art.
Romson började  i reklambranschen i september 1990 när hon anställdes av Hall & Cederquist. År 1996 deltog hon i starten av byrån Romson, som namngavs efter henne. Romson lades ner under 2002.
År 2003 gick hon över till Anders Westers och Annika Rehns byrå Voice. Därefter började hon år 2004 på Lowe Brindfors. År 2005 gick hon vidare till Leo Burnett.
År 2008 blev Romson ämnesansvarig på Berghs School of Communication. Hon fortsatte även som art director på frilansbasis. År 2016 grundade hon byrån Cogs Creative.
Under tiden på Hall & Cederquist vann Romson två guldägg. Hon har även suttit i juryer för guldägget och Cannes Lions.